# NGC 2962
NGC 2962 (również PGC 27635 lub UGC 5167) – galaktyka soczewkowata (SB0), znajdująca się w gwiazdozbiorze Hydry. Odkrył ją Albert Marth 10 grudnia 1864 roku.
W galaktyce tej zaobserwowano supernową SN 1995D.